# Sóska-levélbogár
A sóska-levélbogár (Gastrophysa viridula) a rovarok (Insecta) osztályának bogarak (Coleoptera) rendjébe, ezen belül a mindenevő bogarak (Polyphaga) alrendjébe és a levélbogárfélék (Chrysomelidae) családjába tartozó faj.

## Előfordulása
A sóska-levélbogár előfordulási területe az egész Európa, valamint Ázsia szibériai része, egészen a Koreai-félszigetig. Az Amerikai Egyesült Államokban is vannak természetes állományai.

## Alfajai
- Gastrophysa viridula pennina (Weise, 1882)
- Gastrophysa viridula viridula (De Geer, 1775)

## Megjelenése
A testhossza 4-6 milliméter. Az apró bogár zöld színű, és fémesen fénylik.

## Életmódja
Ez a kis levélbogárfaj nyáron látható. Az imágó általában 2-3 hétig él; azonban az év utolsó nemzedéke áttelel.

## Szaporodása
A nőstény a sárga színű petéit, a lóromfajok (Rumex) leveleinek alsó felére rakja le. Körülbelül egy hét múlva a petéből kikel a fekete lárva, mely a gazdanövénnyel táplálkozik. A lárvának három stádiuma van; ezek után bebábozódik.

## Képek

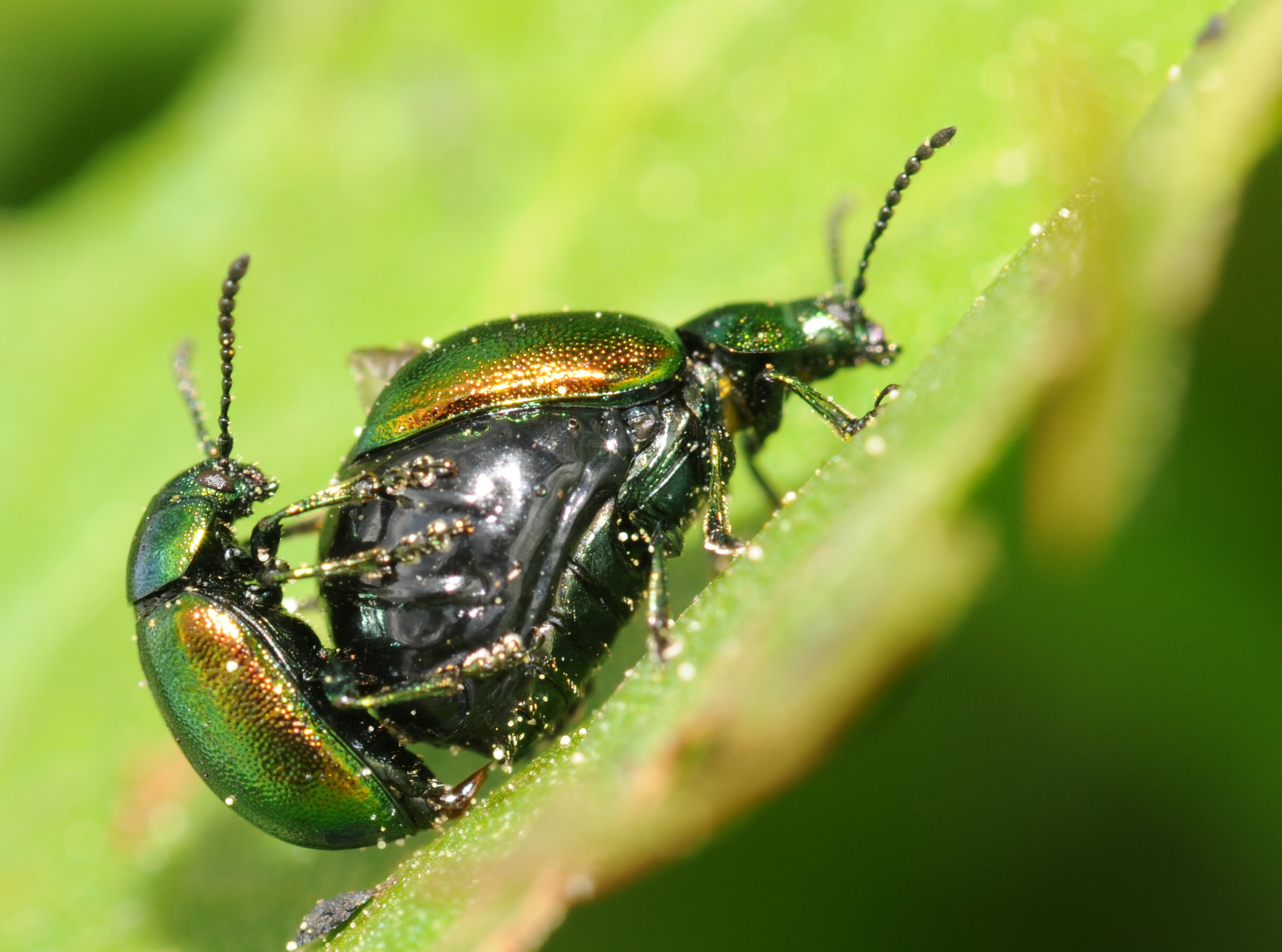
Párzó példányok
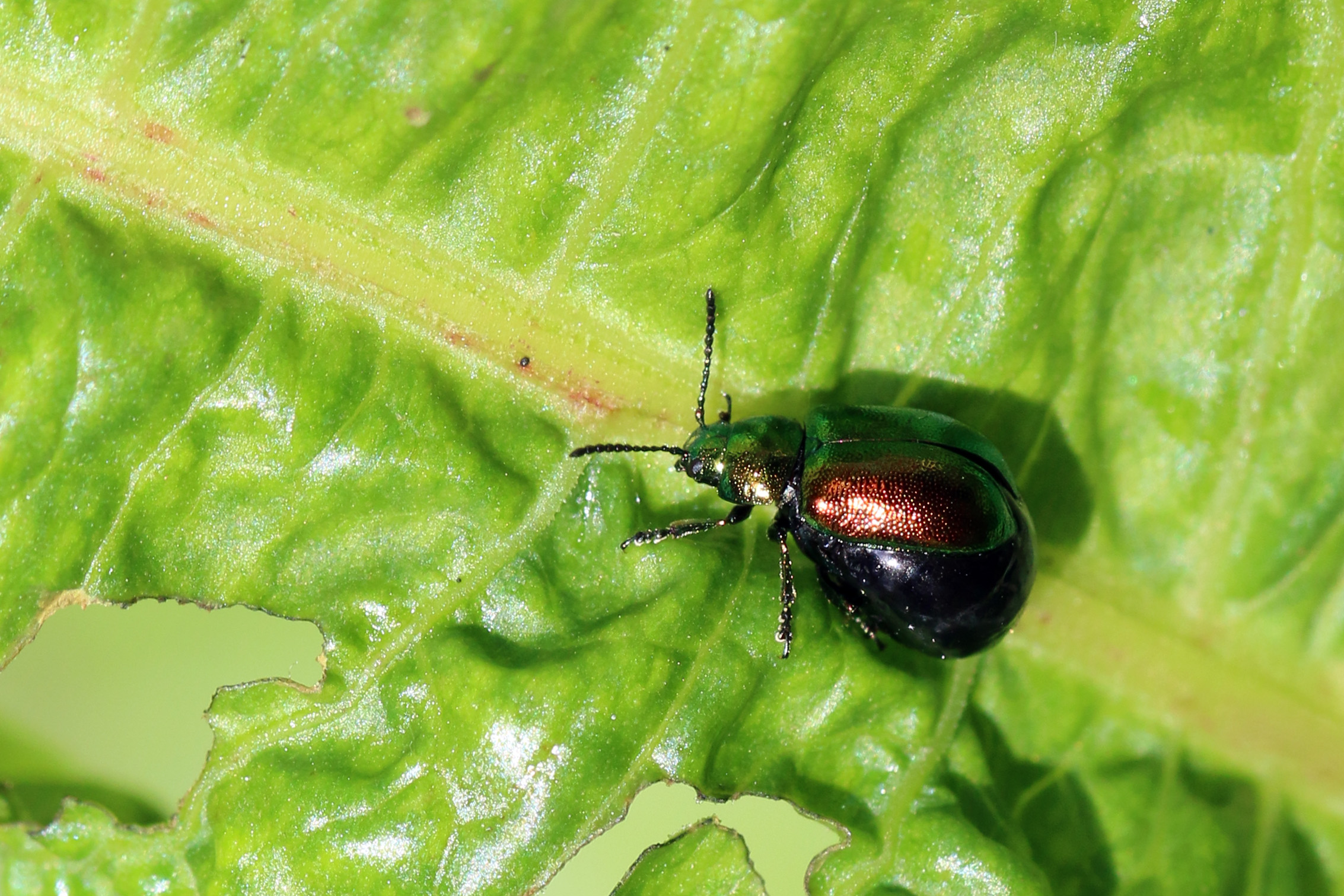
Petékkel teli nőstény
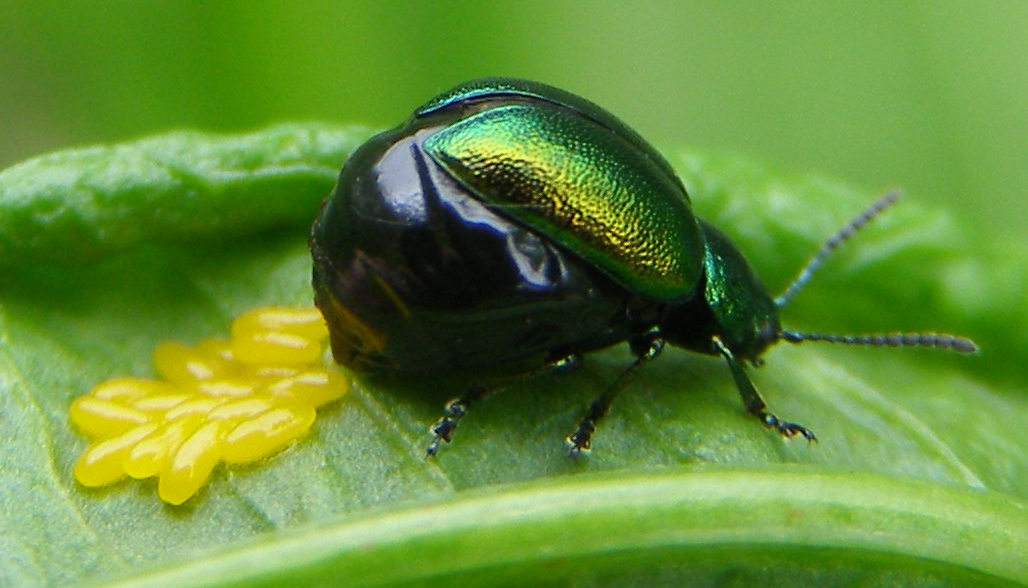
Paterakás közben
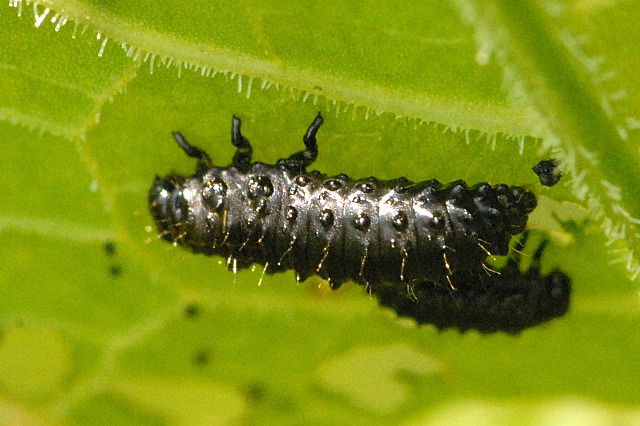
A lárva